# Carl Zeiss Planar 50mm f/0.7

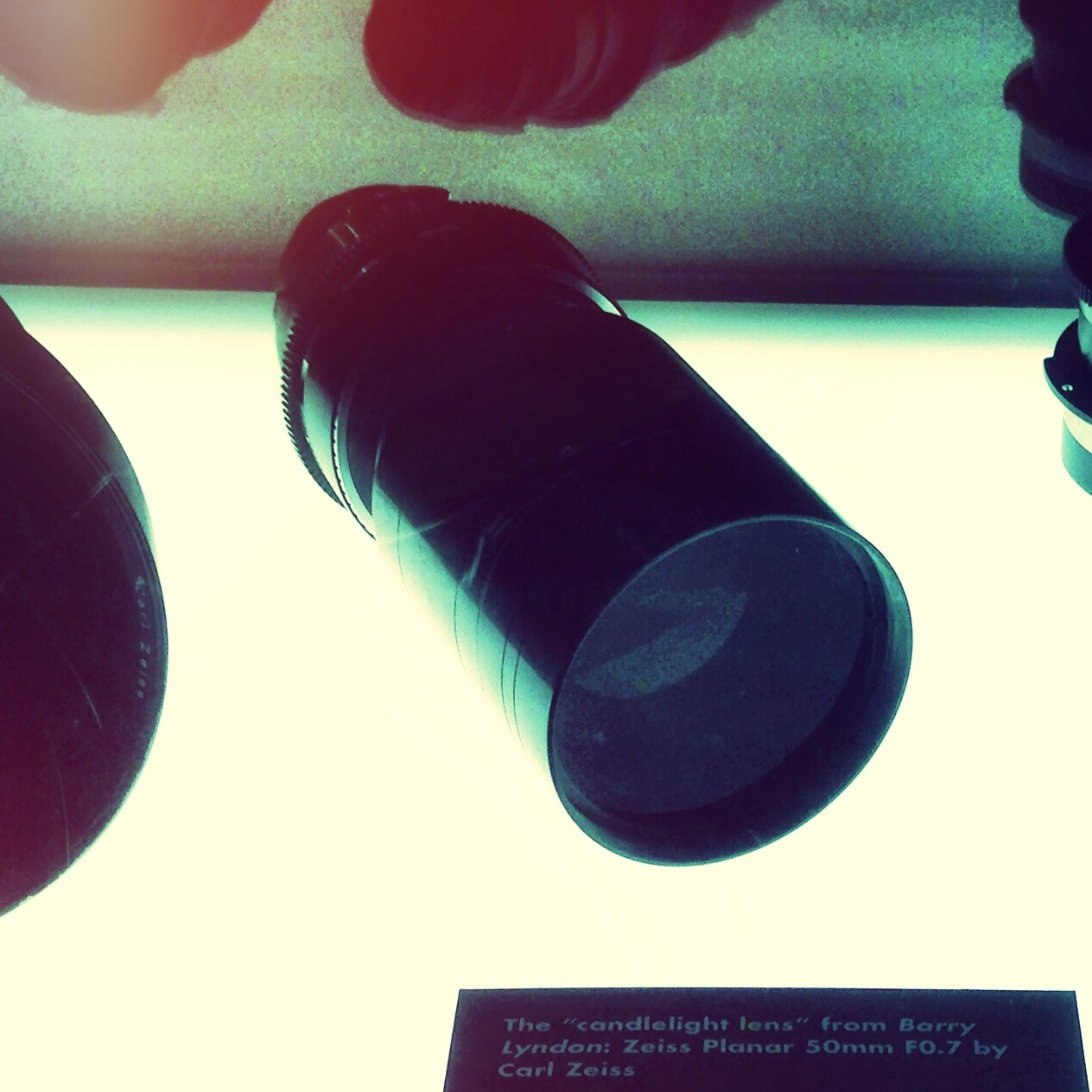
Zeiss Planar 50mm F0.7 exposé au Musée d'Art du comté de Los Angeles, janvier 2013.

L'objectif Carl Zeiss Planar 50mm f/0.7 est un objectif ultra-lumineux, parmi les plus lumineux jamais conçus. Développé par Zeiss pour la NASA, il est présenté à la photokina en 1966.
Fabriqué en seulement dix exemplaires, cet objectif de facto confidentiel est rapidement devenu très connu des professionnels de l'image en raison de son utilisation par Stanley Kubrick pour les prises de vues du film Barry Lyndon (1975) en lumière naturelle et sous une très faible luminosité.

## Conception, développement et fabrication pour la NASA
Carl Zeiss est un fabricant d'objectifs photographiques haut de gamme. Dans les années 1960 le fabricant travaille à des optiques pour la NASA, dans le cadre du Programme Apollo. La formule optique du Planar 50mm f/0.7 est conçue et construite sur la base des objectifs Planar de Zeiss, et de ses expérimentations pour des objectifs ultra-lumineux durant la Seconde Guerre mondiale. Selon certains documents de cette époque, probablement exfiltrés d'Allemagne durant l'Opération Paperclip, la base principale serait le 70mm f/1.0 datant des années 40, dont le schéma optique est principalement modifié par l'adjonction d'une lentille arrière.
4 prototypes sont réalisés et étudiés avant la production des objectifs de série.
La finalisation des calculs est réalisée par un ordinateur IBM 7090.
Le Zeiss Planar 50mm f/0.7 ne sera produit qu'à 10 exemplaires : 6 reviennent à la NASA, mais leur utilisation spatiale reste à prouver, 1 objectif est conservé par le fabricant, Zeiss, et 3 objectifs restent disponibles.
Ce sont ces 3 objectifs que Stanley Kubrick va acquérir pour son projet de film.

## Stanley Kubrick etBarry Lyndon

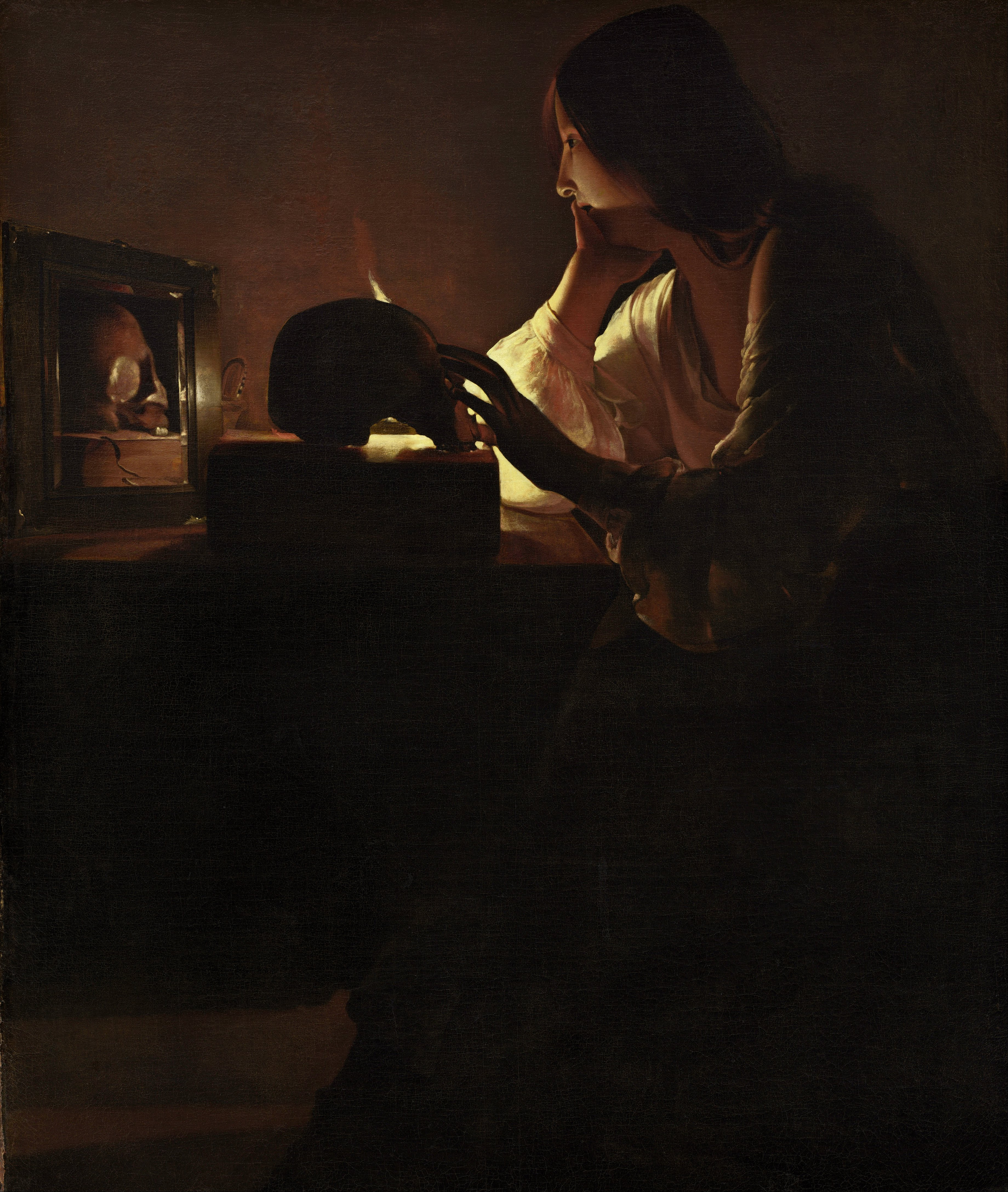
La Madeleine au miroir, peinture de Georges de La Tour, vers 1635-1640 (National Gallery of Art), Washington

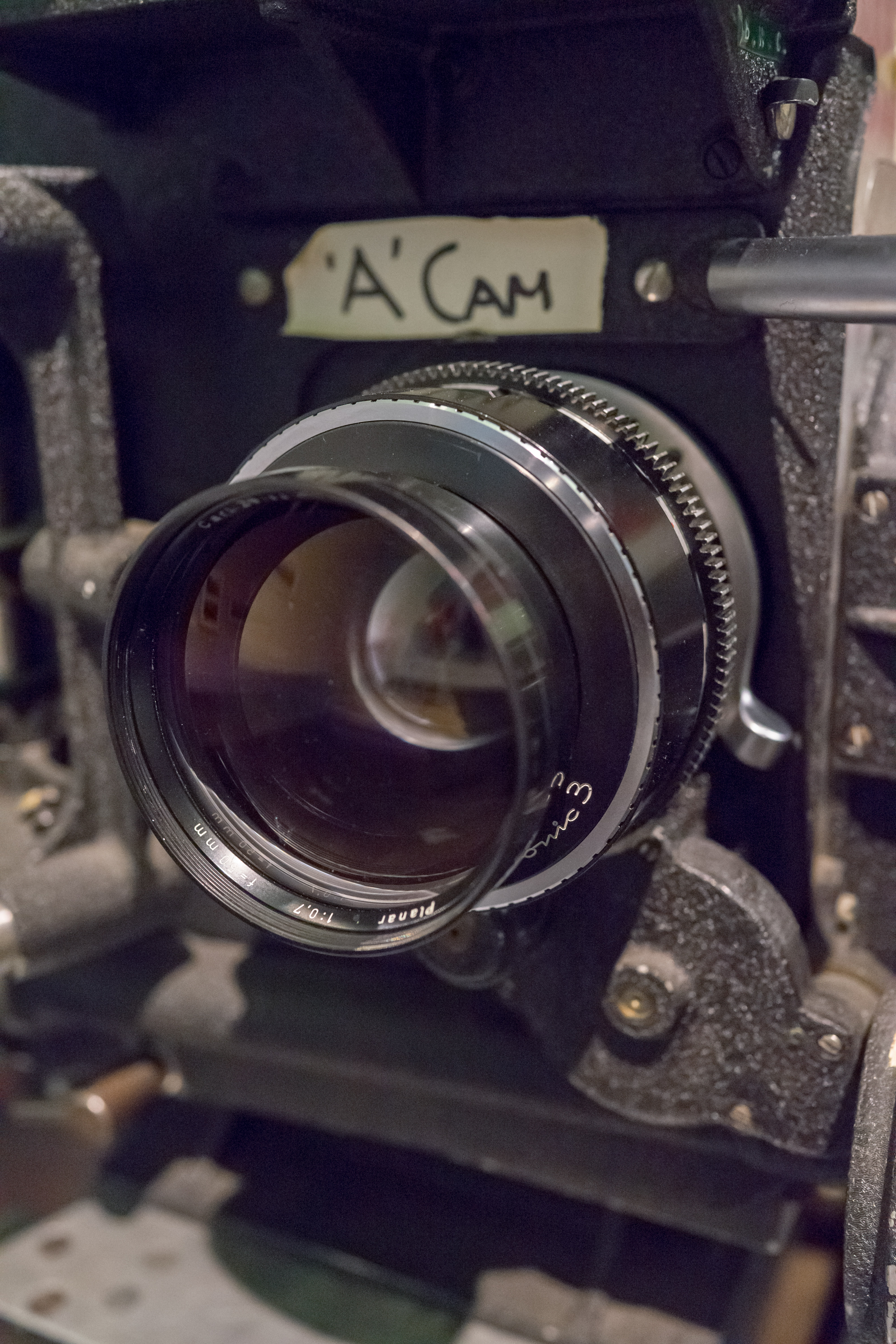
Objectif Zeiss Planar 50mm F0.7 installé sur la caméra A, utilisée par Stanley Kubrick pour les prises de vues du film Barry Lyndon en lumière naturelle.

Stanley Kubrick veut réaliser un film qui montrerait le XVIIIe siècle comme s'il avait pu aller filmer directement à cette période. Dans cette perspective il décide de tourner exclusivement en lumière naturelle et dans des conditions d'éclairage correspondant à l'époque, et il s'interdit l'utilisation d'éclairages électriques additionnels, ce qui induit des conditions lumineuses ténues à l'image mais aussi durant les prises de vues, des scènes intérieures de pénombre et de clair-obscurs s'inspirant directement des peintures du XVIIe siècle de Georges de La Tour et Rembrandt, et des éclairages à la seule lueur des bougies pour ces scènes intérieures et pour les prises de vues le soir.
À la lecture d'un article de l'American Cinematographer, il découvre l'existence et la disponibilité des 3 objectifs Zeiss f/0.7 et demande à Jan Harlan, son producteur exécutif, de se les procurer. Il lui est répondu par ses concepteurs que ces objectifs sont inadaptés à un usage cinématographique et qu'il est impossible de les adapter. Parmi les raisons principales, la position de la lentille arrière, qui arrive au ras de la pellicule (à 4mm) et le large diamètre de l'objectif, dépassant de loin le diamètre des platines des caméras de cinéma.
Jan Harlan parvient à se procurer un premier objectif en 1972, directement à Oberkochen auprès de Zeiss et l'emporte à Los Angeles pour demander à Edmund DiGiulio (en) de déterminer et concevoir les modifications qui permettraient d'adapter ces objectifs sur des caméras Caméra Mitchell BNC,.
Parmi ces modifications :
- adjonction d'un additif anamorphique de projection conçu par la Kollmorgen Corporation, destiné à l'origine à modifier la distance focale des objectifs de projection 70 mm dans les cinémas afin que l'image corresponde à la taille de l'écran. L'objectif ainsi converti devient un 36,5mm. Une tentative de convertir un objectif en 24mm est également réalisée mais jugée non satisfaisante en termes de qualité optique.
- suppression de l'obturateur central.
- suppression du diaphragme réglable (l'ouverture maximale devenant fixe).
- modifications pour éloigner autant que possible l'arrière de l'objectif de la pellicule.
- adaptation de l'échelle de mise au point et conception d'un système beaucoup plus fin et démultiplié pour plus de précision (la plage de netteté étant très courte) : 2 tours complets de l'objectif deviennent ainsi nécessaires pour passer d'une mise au point d'1m50 à l'infini.
- système de blocage de sécurité dans la caméra pour éviter d'endommager l'objectif.

## Anecdotes
NASA :
- L'objectif Carl Zeiss Planar 50mm f/0.7 aurait été spécifiquement conçu pour réaliser des prises de vues de la face cachée de la Lune lors de la mission Apollo 8. Si l'objectif a bien été conçu sur demande de la NASA et pour son usage, aucun document public ne vient cependant corroborer l'utilisation de cet objectif pour cet usage, même si des objectifs Zeiss Biogon ont bien été utilisés pour des prises de vues lors des expéditions lunaires de 1968 et 1969.
- C'est durant la mission Apollo 8, mais avec un autre objectif, que William Anders réalise le 24 décembre 1968 sa célèbre photographie Lever de Terre.
- Le lien entre ce 50 mm Zeiss, la NASA et Stanley Kubrick attise les fantasmes de certains conspirationnistes qui soutiennent au travers de théories conspirationnistes sur le programme Apollo, que la NASA n'aurait jamais été sur la Lune. Ces théories sont évoquées dans le faux documentaire Opération Lune, réalisé en 2002.

Tournage de Barry Lyndon :
- L'objectif Carl Zeiss Planar 50mm f/0.7 permettait de quadrupler la luminosité par rapport à un objectif f/1.4, déjà très lumineux. Malgré cela, les bougies présentes dans le film étaient équipées de 3 mèches au lieu d'une pour augmenter leur luminosité. En conséquence, les bougies brûlaient très rapidement et nécessitaient une surveillance très vigilante entre les prises de vues, afin d'éviter les faux raccords.
- Le film négatif a été poussé d'1 stop (sensibilité multipliée par 2)[7] et les prises de vues nécessitaient de nombreux panneaux déflecteurs pour renvoyer autant de luminosité que possible.
- La très grande ouverture de l'objectif Zeiss induisait également de très grandes difficultés à conserver une plage de netteté suffisante et constante sur les personnages, ce qui contraignait les acteurs à faire très peu de mouvements, et très contrôlés et anticipés.

Postérité :
- L'objectif Carl Zeiss Planar 50mm f/0.7, numéro 2584563, monté sur un adaptateur de trépied et sur le boitier Nikon F, numéro 6477895 (très modifié : pentaprisme, miroir, obturateur et sélecteur de vitesse supprimés notamment) est adjugé à 180000 Euros [8].